# 高鳥修一
髙鳥 修一（たかとり しゅういち、1960年〈昭和35年〉9月29日 - ）は、日本の政治家、自由民主党所属の元衆議院議員（5期）。
自由民主党政務調査会長代理、衆議院農林水産委員長、自由民主党筆頭副幹事長・総裁特別補佐、農林水産副大臣（第4次安倍第1次改造内閣）、内閣府副大臣（第3次安倍第1次改造内閣）、衆議院厚生労働委員長、厚生労働大臣政務官（第2次安倍内閣）、自由民主党厚生労働部会長等を歴任。

## 経歴
新潟大学教育学部附属高田中学校、新潟県立高田高等学校を経て早稲田大学法学部卒業。国土計画、大沢商会で勤務した後、1993年に父、高鳥修衆議院議員の秘書となった。

### 衆院選初出馬
2003年11月の第43回衆議院議員総選挙において、政界引退を表明した父、高鳥修の後継候補として新潟6区から初出馬したが、自民党の公認を争った新潟県議会議員の風間直樹が無所属で立候補した事も影響し、共倒れとなり、民主党の筒井信隆に敗れて落選。新潟6区は、中選挙区時代（旧・新潟4区）に高鳥修と白川勝彦（2001年に自民党を離党）が自民党同士で激しくぶつかった選挙区であり、本選挙でも高鳥派が高鳥修一を、白川派が風間直樹をそれぞれ応援し、自民党は二分された。その後、風間が民主党へ入党したことで、自民党の勢力は削られ、以後、苦しい戦いが続くこととなる。

### 衆議院議員
2005年9月の第44回衆議院議員総選挙では、筒井に再び小選挙区で敗れたが、比例復活で初当選。清和政策研究会（森派→町村派→細田派）に入会した。父、高鳥修は田中角栄率いる田中派の重鎮として田中派、その後は竹下派で活躍したため、「角福戦争」で田中角栄と対抗した福田赳夫の流れを汲む清和政策研究会に入会したことに対しては、疑問に思う地元有権者が多くいたと言われる。これについて、後に「財界にいがた」の取材の中で、「昔、中国の江沢民主席が『日本は歴史認識を改めなければいけない』といった趣旨の発言をしたとき、安倍晋三さんは『日本には日本の立場がある』とはっきり仰った。それが私には新鮮で、感動し、この人の弟子になりたいと強く思った。清和政策研究会に入会したのは、派閥云々ではなく、安倍晋三さんの弟子になりたいと思ったからである」と説明している。
なお、第1次安倍第1次改造内閣が発足して直ぐの2007年9月12日、安倍晋三が突如、首相辞任を表明。9月25日、内閣は総辞職した（任期は翌日の26日まで）。多くの人が安倍の元から去っていく中、安倍が国会議員会館の自分の部屋に戻ったとき、部屋で最後まで待っていたのは、高鳥修一と稲田朋美の二人だけであったと言われている。

### 落選中
2009年8月30日の第45回衆議院議員総選挙（政権交代選挙）で三たび筒井に敗れ、比例復活も叶わず落選。2010年1月28日付で自民党本部より新潟県第六選挙区支部長に再任。2011年3月の東日本大震災では、新潟県隊友会の一員として宮城県気仙沼市にボランティア活動を行った。

### 国政復帰
2012年12月16日の第46回衆議院議員総選挙で4度目の対決となる筒井に比例復活を許さず当選、国政に復帰した。
2013年9月30日、第2次安倍内閣で厚生労働大臣政務官に就任。
2014年9月12日、自民党政調厚生労働部会長に就任。
2014年の第47回衆議院議員総選挙では、筒井の娘婿で民主党の新人・梅谷守に比例復活を許さず3選。2015年10月9日、第3次安倍第1次改造内閣で内閣府副大臣に就任。経済再生、社会保障・税一体改革、一億総活躍、女性活躍、再チャレンジ、拉致問題、国土強靭化、経済財政政策、PFIの推進、市民活動の促進、個人情報保護、男女共同参画、少子化対策、自殺対策、障害者施策、交通安全対策、食育などを担当。2016年2月4日、石原伸晃経済再生担当大臣の代理として、和服姿で参加した。

### 糸魚川大火
2016年12月22日に発生した「糸魚川市駅北大火」では、災害発生時に糸魚川市にいたことから真っ先に現場に入り、被災者支援のために奔走した。現場から安倍晋三首相に状況を逐一電話で伝え、12月26日には、官邸に米田徹糸魚川市長と中村康司県議会議員とともに訪ね、安倍首相に被害状況を報告し、復旧・復興の支援を直談判したところ、安倍首相から「あらゆる制度、法律を駆使して糸魚川市を助ける」との言質を得る。その結果、火災では初めて被災者生活再建支援法（風害による）が適用され、見舞金の支給や瓦礫の被災者負担ゼロが実現することとなった。。
2017年の第48回衆議院議員総選挙では、野党統一候補となった梅谷が無所属で出馬し一騎打ちとなったが、2,212票差で競り勝ち4選。「糸魚川市駅北大火」で尽力したことが評価され、糸魚川市で得票を伸ばしたことが影響した。
2018年10月4日、第4次安倍第1次改造内閣で農林水産副大臣に就任。
2019年4月17日、自民党新潟県連会長の塚田一郎参院議員（当時）が「忖度発言」の責任をとって会長辞任したのを受けて、5月18日の県連大会で県連会長に選出された。

### 安倍派の中堅議員として
2019年9月24日、自民党筆頭副幹事長・総裁特別補佐に就任（2020年9月25日まで）。
2020年6月25日、伝統的な家族観を重視する自民党議員が集まって、皇室の尊厳と皇統の護持、靖国神社参拝、憲法改正、新自由主義的経済政策との決別などを政綱に掲げる新たな議員連盟「保守団結の会」が設立され、代表世話人に就任した（2022年7月時点で、会員は衆参合わせて65名）。
同年9月18日、国会議員として初めて新型コロナウイルスに感染したことが判明、東京都内の病院に入院した。10月2日に退院し、5日に議員活動を再開した。
2020年10月26日、衆議院農林水産委員長に就任。
2021年9月17日、自民党総裁選が公示。前総務大臣の高市早苗（安倍晋三前首相が支持）の推薦人名簿に名前を連ねた。総裁選は9月29日に投開票が行われ、1回目は高市に、決選投票では岸田文雄に投票した。10月1日に発足した党新体制では、自民党政務調査会長に就いた高市を補佐する政調会長代理に就任。
同年10月31日の第49回衆議院議員総選挙では梅谷と130票差の僅差で今度は競り負け、比例復活で5選。

### LGBT理解増進法案に反対、衆議院採決での「トイレ退席」
自民党が岸田文雄首相の強い意向を受け、2023年5月19日に始まる「G7広島サミット」前までにLGBT理解増進法案（「性的指向及びジェンダーアイデンティティの多様性に関する国民の理解の増進に関する法律」案）の国会提出を目指していたところ、高鳥は、2023年5月8日、10日、12日に開催された自民党内閣第一部会、性的マイノリティー特命委員会合同会議に出席し、LGBT理解増進法案に反対した。
6月13日、LGBT理解増進法案の衆議院採決において、党議拘束（賛成票を投じることが義務付けられている）がかけられているにもかかわらず、採決時に本会議場を出ると、トイレに直行し、そのまま10分以上過ごし採決終了後に本会議場に戻って、結果的に賛成票を投じなかった。トイレに入っている間、記者数十人がトイレ前で待ち受ける図が報道された。記者団に退席理由を問われると、「おなかが痛いということだ。生理現象だ」とのみ答え、同法案への考えについても「今はコメントできない」と話すに留めた。
6月15日、「にいがた経済新聞」は、LGBT理解増進法案に反対する議員10人以上が党執行部の切り崩しにあって、「トイレ退席」を断念していたことを明かした。

### 裏金問題と落選
2022年11月18日、衆議院選挙区の新しい区割りである「10増10減」の改正公職選挙法案が参議院で可決された。新潟県内の選挙区は6から5に削減され、各選挙区の区域が変わった。同年12月23日、高鳥は新しい新潟5区（十日町市、糸魚川市、妙高市、上越市、魚沼市、南魚沼市、南魚沼郡、中魚沼郡）の支部長に決まった。
2024年10月6日、石破茂首相は第50回衆議院議員総選挙に向けて、政治資金パーティー裏金事件で党員資格停止の処分を受けた議員などを公認しないことを決めるとともに、高鳥ら裏金議員43人について比例代表への重複立候補を認めない方針を示した。10月15日、総選挙が公示され、新潟5区は高鳥と立憲民主党現職の梅谷守の2人が立候補した。公明党は16日までに、出馬した計46人の裏金議員のうち、高鳥ら35人を推薦した。10月17日に日本経済新聞が序盤情勢を発表。「高鳥が一歩先行。梅谷が懸命に追う」と報じた。10月23日、しんぶん赤旗は、自民党が裏金問題で非公認となった候補の所属支部にそれぞれ2000万円を支給していたことをスクープした。同紙の報道により終盤情勢は一変した。10月25日、読売新聞は22日～24日に行った世論調査の結果を発表。新潟5区は「梅谷と高鳥は横並びのまま」と書かれ、順番が入れ替わった。
同年10月27日、総選挙執行。投票締め切りからほどなく梅谷は当選が確実になり、2期目の当選を果たした。比例重複が認められなかった高鳥は議席を失った（梅谷：114,429票、高鳥：92,589票）。裏金事件に関係した候補者は18勝28敗だった。10月29日、高鳥はX（旧ツイッター）を更新。「惜敗率は80.91なので、北信越ブロックで比例復活した議員の79.36より高く、普通に選挙をしていれば、今回も私は当選していた。安倍派潰し高市派潰しと言わざるを得ない」と述べ、自民党執行部の方針を批判した。

## 政策・主張

### 憲法改正
- 憲法改正に賛成[39]。
- 集団的自衛権の行使を禁じた政府の憲法解釈を見直すことに賛成[39]。
- 日本の核武装について、今後の国際情勢によっては検討すべきとしている[39]。

### 消費税増税
- 2012年の公開アンケートにおいて、消費税を2014年4月に8%、2015年10月に10%まで引き上げる法律が成立したことについて「今の5%を維持すべきだ」と回答している[39]。
- 2014年の公開アンケートにおいて、「2017年4月に消費税率を10%に引き上げるべきだ」と回答している[40]。
- 2017年の公開アンケートにおいて、消費税を2019年10月に10%に引き上げることについて「賛成」と回答している[41]。
- 「消費税0％の検討」を掲げた『国民を守るための「真水100兆円」令和2年度第2次補正予算に向けた提言』に賛同している[42]。

### 東北地方太平洋沖地震復興財源
2011年4月22日時点で、東北地方太平洋沖地震（東日本大震災）の復興財源にあたっては、内需拡大にブレーキをかける増税には反対し、日銀による国債の直接引き受けを行うべきであるとの見解を示した。復興財源の使途については、被災地に限定するべきとしている。

### TPP加盟問題

#### TPP反対派から賛成派への転向
2011年5月11日時点では、環太平洋パートナーシップ協定（TPP）加盟については
| 「                                                   | 私はTPPについて国家主権の放棄であり、平成の「開国」どころか平成の「売国」だと考えている。政治家の中にもいろんな考えや判断があるけれど、TPP問題は日本を守る断固とした決意のある「保守政治家」か否かのリトマス試験紙みたいなものだ。 | 」 |
| —高鳥修一公式ブログ（TPPについて（平成の売国）より） | |    |

と反対意見を述べていた。反対にあたっては評論家水間政憲の意見を引用している。
2013年の時点でも「TPP交渉、聖域なき関税撤廃を前提とする以上、断固反対をしてまいります」「日本にとっては死活的な利益。これが守れなければ、即時撤退すべき」と主張していた。
2015年10月5日の大筋合意の内容を受け、高鳥は、コメについては国家貿易制度および枠外税率が維持される、その他産品についても関税の完全撤廃の例外が確保されている、遺伝子組み換え食品や国民皆保険等についても制度変更などは求められない、と主張している。

#### ブログ書き込み問題
2016年2月4日、不祥事で内閣府特命担当大臣（経済財政政策）を辞任した甘利明の後任である石原伸晃の代理として、TPP加盟協定文署名式典に着物姿で参加した。署名式参加後、高鳥は、
| 「                                   | 先ほどニュージーランドにて閣僚会合の後、無事に署名式と共同記者会見が終わりました。私一人に空港まで6台の白バイとパトカー、上空からヘリコプターが警護に付く厚遇でした。 ブルーチーズは美味しかったです! | 」 |
| —高鳥修一公式ブログ（TPP署名式より） | |    |

と自身のブログで報告した（その後高鳥はこのブログを削除した（後述））。この書き込みに対して、TPP発効後は日本のブルーチーズの関税が半減（クリームチーズの関税に至っては全撤廃）され、日本の酪農家が大きな打撃を受けるのに、高鳥の書き込みは日本の酪農家への配慮がまったくなされていない、などの批判がなされた。民主党の福島伸享議員は「心配している酪農家の思いを受けるのが保守政治家だ」と高鳥を非難した。また、TPPの交渉にあたった日本政府の関係者が「命がけの交渉結果の感想がチーズの味とは…」とため息を漏らしたとも報じられた。
さらにTPP署名式に関して、高鳥はブログで「私一人に空港まで6台の白バイとパトカー、上空からヘリコプターが警護に付く厚遇でした」と現地当局の警護態勢について述べ、さらにその警護の様子を写真付きで紹介したことが問題となった。これを受けて自民党の萩生田光一官房副長官は、高鳥が現地の警護態勢を公表したのは不適切だとして、厳重注意を行った。
一連の批判を受けた高鳥は問題となったブログを削除した上で、「空港に向かう車中の限られた時間ということで誤解を受ける書き方になりましたので削除いたしました。今後、ブログの表現には気を付けたいと思います」と釈明した。

### エネルギー政策
2011年6月20日時点で「脱原発を目指すなら代替エネルギーを確保すべき」であると述べ、また次世代エネルギー候補であるメタンハイドレートについて言及した。既存の原子力発電所については、原子力規制委員会による新たな安全基準を満たした場合は再稼働するべきとしている。

### 日本の防衛関連
- 2012年衆院選立候補の際、毎日新聞社主催の選択制アンケートで、日本の核武装については、「今後の国際情勢によっては検討すべき」を選択している[39]。

### 選択的夫婦別姓
- 2017年の朝日新聞によるアンケートにおいて、選択的夫婦別姓制度導入について「どちらかと言えば反対」と回答[56]。
- 2021年1月30日、高鳥ら自民党国会議員有志50人は、47都道府県議会議長のうち同党所属の約40人に、選択的夫婦別姓の導入に賛同する意見書を採択しないよう求める文書を郵送した。地方議員や市民団体は、地方議会の独立性を脅かす行為だとして高鳥らを批判した[57][58][59][60][61]。

### 佐渡金山の世界遺産登録
佐渡金山の世界遺産登録を推進している。2022年1月25日の「保守団結の会」の会合において、高市早苗政調会長が24日の予算委員会で政府の姿勢を追及したことに謝意を述べた上で、「もし推薦を上げない判断を政府がした場合、新潟県民の大きな失望を招く。のみならず、参院選前にわが党の岩盤保守層が離れる契機になると危惧している」と語った。

### 安倍元首相銃撃事件について
2022年7月8日、安倍晋三元首相が銃撃され、死去したこと（安倍晋三銃撃事件）を受け、同日、「私にとっては無二の政治の師でありかけがえのない人。裏表がなく誰に対しても態度を変えない威張らない人。安倍さんが独裁者だの、地球の裏側まで行って戦争する国にするだの、事実無根のレッテル貼りにもたじろがず日本を護（まも）ろうとした英雄。ご遺志を継いでまいりたい。心からご冥福を祈ります。」とのコメントを発表した。
2023年1月27日発行の「財界にいがた　2023年2月号」において、特集記事「高鳥修一衆議院議員が本誌に初めて語った　安倍元首相銃撃事件　“疑惑の銃弾”」が発表された。その中で、「後ろから撃たれたはずの安倍元首相の首の右“前”に銃弾の射入口（銃弾の身体への侵入口）がある」という事実を発表し、「率直に申し上げれば、銃の弾道がおかしいということです。後ろから撃たれたのに、弾が体の前から入っているのは誰が考えてもおかしい」と述べた。なお、警察は「安倍元首相は体の左側から銃撃された」と発表しているが、一方で、首の右前に銃弾の射入口があることについても認めている（2022年9月、奈良県警本部長による奈良県総務警察委員会での答弁）。
2023年2月、「週刊文春」が「安倍元首相暗殺『疑惑の銃弾』」と題する特集記事を組んだが、その中で、「総裁特別補佐として安倍晋三元首相を支えてきた高鳥修一衆院議員（62）。捜査に違和感を抱き、事件の後、2度にわたり警察に説明を求めてきた。」と紹介され、「事実関係を明らかにしてほしい。警察に望むことは、この1点に尽きます。警察庁幹部から説明を受ける機会を得た際、警察側は、私が投げかけた質問事項に全て回答してくれました。その姿勢は評価しなければなりません。ただ、それでも納得できなかった。司法解剖の結果では、右前頸部（首の付け根の右前）から体内に銃弾が入ったとされています。しかし、文春が連載第1弾で実証実験をしていたように、事件発生時の安倍さんの姿勢では、右前頸部に銃弾は当たらない。警察が説明するように『大きく振り返った』なら、他の傷の付き方に矛盾が生じるのです。私は1月18日、大和西大寺駅前の事件現場にも足を運び、発砲地点や安倍さんが立っていた演台の位置などを細かく確認しました。そうやって自分なりに検証をし、警察の説明を聞いても、やはり納得はできませんでした。」とのコメントが記載された。
2023年3月1日、「にいがた経済新聞」のweb記事に、「【独自インタビュー】 安倍元首相を襲った凶弾の闇、深層を高鳥修一代議士が激白」と題する記事が掲載された。
2023年4月26日発売の「月刊WiLL（マンスリーウイル）　2023年6月号」に、「疑惑の凶弾―安倍最側近が執念の検証　高鳥修一」を寄稿した。

## 不祥事

### 政治資金パーティー収入の裏金問題
2024年1月31日、安倍派の裏金事件に絡み、自身が代表を務める政治団体の政治資金収支報告書を訂正した。政治資金パーティー券販売の還付金（キックバック）として安倍派側から受け取りながら記載していなかった資金を記録した。不記載額は2018から2022年の5年間で計544万円。同年2月7日に記者会見を開き、責任を取って自民党新潟県連の会長を辞任すると表明した。また、安倍派を退会する意向も示した。2月8日に安倍派の座長を務めた塩谷立と国会内で面会し退会届を提出したが、安倍派は既に派閥解散を決めていることから、塩谷は受理せず対応を保留した。
同年4月4日、自民党は党紀委員会を開き、高鳥を戒告とするなど安倍派と二階派の議員ら計39人の処分を決定した。
同年5月14日、衆議院政治倫理審査会は、裏金事件に関与しながら同審査会で弁明していない自民党議員44人に出席と説明を求める野党の申立てを全会一致で可決した。同月17日、参議院政治倫理審査会も同様に、弁明していない議員29人に出席と説明を求める申立てを全会一致で可決した。高鳥を含む関係議員73人は全員出席を拒否し、6月23日に通常国会は閉会した。

## 人物

### 旧統一教会との関係
- 2013年3月25日、高鳥が代表を務める資金管理団体「東京修友会」は、旧統一教会（現・世界平和統一家庭連合）の関連団体「平和大使協議会」に会費として10,000円を支出した[72]。
- 2021年11月13日、旧統一教会の関連団体「新潟県平和大使協議会」と「真の家庭運動推進新潟協議会」が後援する「郷土愛 新潟希望の日フェスティバル」が新潟市巻文化会館で開催され、高鳥は同フェスティバルに出席し、祝辞の中で「日本の伝統と文化を否定し家族制度を解体しようとする勢力とはこれからも闘う」と述べた[73]。
- 2022年9月8日、自民党は旧統一教会と所属議員に関する調査結果を公表した。自民党所属議員379人のうち何らかの接点が確認されたのは179人で、新潟県関係の国会議員は4人の名前が挙がった。高鳥は「関連団体の会合へ出席し、本人が挨拶した」（※前述の「郷土愛 新潟希望の日フェスティバル」を指す）と「選挙でボランティア支援があった」の2つに該当した。
- 2023年1月21日、共同通信社は全国の自民党都道府県連に対して行ったアンケートの結果を発表。高鳥が会長を務める党新潟県連は、同年春の統一地方選挙で立候補予定者を公認・推薦する際、旧統一教会との接点や関係遮断の意思を確認しない方針であることを示した[74]。自民党は2022年10月25日にガバナンス・コードと呼ばれる党行動指針を改訂し、都道府県連に対し旧統一教会との関係遮断の徹底を通知したが[75]、新潟を含む12県連は党本部の指令に従わないことが明らかとなった[74]。

### その他
- 2022年8月29日、議員連盟「保守団結の会」は党本部で会合を開催。冒頭、共同代表を務める高鳥は安倍晋三を「永久顧問」とすることを報告し、永久顧問とする提案は拍手で了承された[76]。

## 選挙歴
| 当落 | 選挙                   | 執行日         | 年齢 | 選挙区      | 政党       | 得票数     | 得票率 | 定数 | 得票順位 /候補者数 | 政党内比例順位 /政党当選者数 |
| ---- | ---------------------- | -------------- | ---- | ----------- | ---------- | ---------- | ------ | ---- | ------------------ | ---------------------------- |
| 落   | 第43回衆議院議員総選挙 | 2003年11月09日 | 43   | 新潟県第6区 | 自由民主党 | 6万4582票  | 29.27% | 1    | 2/4                | /                            |
| 比当 | 第44回衆議院議員総選挙 | 2005年09月11日 | 44   | 新潟県第6区 | 自由民主党 | 10万2187票 | 44.94% | 1    | 2/3                | 3/5                          |
| 落   | 第45回衆議院議員総選挙 | 2009年08月30日 | 48   | 新潟県第6区 | 自由民主党 | 8万9672票  | 39.74% | 1    | 2/4                | /                            |
| 当   | 第46回衆議院議員総選挙 | 2012年12月16日 | 52   | 新潟県第6区 | 自由民主党 | 9万8676票  | 55.08% | 1    | 1/3                | /                            |
| 当   | 第47回衆議院議員総選挙 | 2014年12月14日 | 54   | 新潟県第6区 | 自由民主党 | 8万3638票  | 52.70% | 1    | 1/3                | /                            |
| 当   | 第48回衆議院議員総選挙 | 2017年10月22日 | 57   | 新潟県第6区 | 自由民主党 | 9万4292票  | 50.59% | 1    | 1/2                | /                            |
| 比当 | 第49回衆議院議員総選挙 | 2021年10月31日 | 61   | 新潟県第6区 | 自由民主党 | 9万549票   | 49.50% | 1    | 2/3                | 2/6                          |
| 落   | 第50回衆議院議員総選挙 | 2024年10月27日 | 64   | 新潟県第5区 | 自由民主党 | 9万2589票  | 44.73% | 1    | 2/2                | /                            |

## 所属団体・議員連盟
- 自民党たばこ議員連盟[77]
- 日本会議国会議員懇談会[78]（事務局次長）
- 神道政治連盟国会議員懇談会[78]
- みんなで靖国神社に参拝する国会議員の会[78]
- 創生「日本」[78]
- 北朝鮮に拉致された日本人を早期に救出するために行動する議員連盟
- 価値観外交を推進する議員の会
- TPP交渉における国益を守り抜く会
- 再チャレンジ支援議員連盟
- 皇室の伝統を守る国会議員の会
- 正しい日本を創る会
- 文化芸術懇話会[79]
- 保守団結の会（代表世話人）
「伝統と創造の会」副会長だったが、2020年6月に袂を別った[80]。

## 家族・親族
高鳥家（新潟県糸魚川市）
- 曾祖父・順作（政治家、実業家）

1868年5月（明治元年4月）生 - 1958年（昭和33年）2月没
- 曾祖母・セン（新潟、笠原牛九郎長女）[81]

1867年（慶応3年）生 - 没
- 祖父・登[81][82]

1894年（明治27年）1月生 - 没
- 祖母・ナル（新潟、田邊増五郎六女）[81]

1898年（明治31年）2月生 - 没
- 父・修（政治家）

1929年（昭和4年）6月生 - 2019年（令和元年）10月没
- 母
- 妻、2児あり[83]